# La Chapelle-de-Surieu
La Chapelle-de-Surieu – miejscowość i gmina we Francji, w regionie Owernia-Rodan-Alpy, w departamencie Isère.
Według danych na rok 1990 gminę zamieszkiwało 409 osób, a gęstość zaludnienia wynosiła 36 osób/km² (wśród 2880 gmin regionu Rodan-Alpy La Chapelle-de-Surieu plasuje się na 1226. miejscu pod względem liczby ludności, natomiast pod względem powierzchni na miejscu 1023.).